# Oischara
Oischara (russisch Ойсхара; Aussprache Ois-chara) ist eine Siedlung in der Republik Tschetschenien (Russland) mit 9489 Einwohnern (Stand 14. Oktober 2010).

## Geographie
Die Siedlung liegt am Nordrand des Großen Kaukasus, am Abhang der auf gut 300 m Höhe ansteigenden Vorberge, knapp 50 km Luftlinie östlich der Republikhauptstadt Grosny.
Oischara gehört zum Rajon Gudermes und befindet sich auf halbem Weg zwischen dessen Verwaltungszentrum Gudermes und der Grenze zur Nachbarrepublik Dagestan, die jeweils 15 km entfernt sind. 30 km östlich, bereits in Dagestan, liegt die Großstadt Chassawjurt.

## Geschichte
Das alte tschetschenische Dorf Oisungur, oder auch Oischar erhielt nach der Deportation der Tschetschenen 1944 den russischen Namen Nowogrosnenski (etwa Neu-Grosny-Siedlung, nach der Republikhauptstadt). Von 1944 bis 1951 war der Ort Verwaltungszentrum eines gleichnamigen Rajons, der dann im Rajon Gudermes aufging. 1946 erhielt er im Zusammenhang mit der Erdölerkundung im umliegenden Gebiet den Status einer Siedlung städtischen Typs. 1989 wurde eine der alten tschetschenischen Namensvarianten wieder hergestellt.
Im Rahmen einer Verwaltungsreform wurde Oischara 2009 als deren einzige Ortschaft Sitz der Landgemeinde Oischarskoje selskoje posselenije, und der Ort selbst wieder als ländliche Siedlung eingestuft (possjolok).

### Bevölkerungsentwicklung
| Jahr | Einwohner |
| ---- | --------- |
| 1959 | 3.648     |
| 1970 | 5.943     |
| 1979 | 6.865     |
| 1989 | 8.200     |
| 2002 | 12.767    |
| 2010 | 9.498     |

Anmerkung: Volkszählungsdaten

## Wirtschaft und Infrastruktur

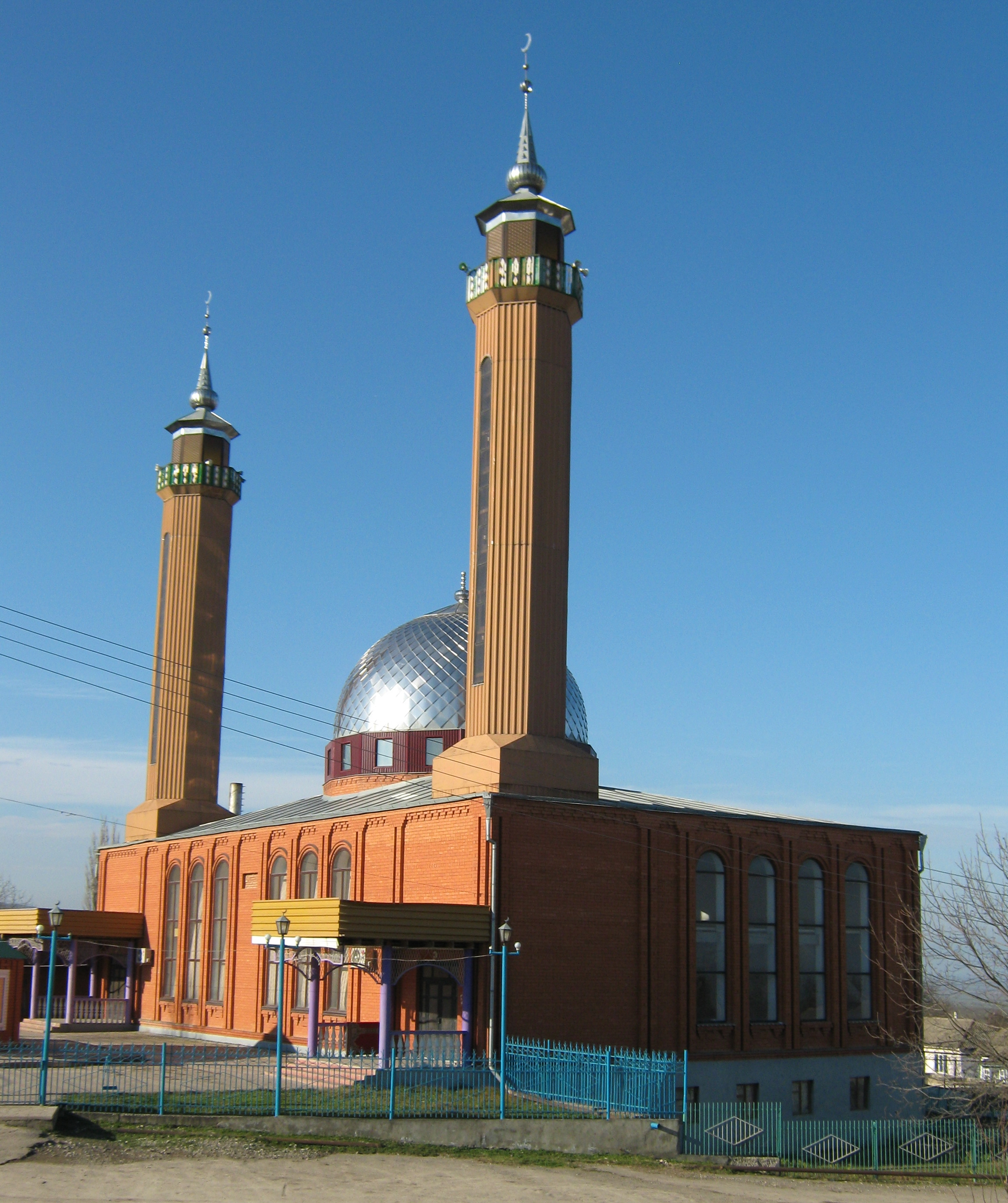
Moschee in Oischara

Um Oischara wird Erdöl gefördert. Die Ebene nördlich von Oischara, die sich zwischen den Flüssen Terek und Aksai erstreckt und von diesen bewässert wird, ist eines der Zentren des Reisanbaus im Nordkaukasus. Bis zu den Tschetschenienkriegen wurde an den Hängen um den Ort auch Weinbau betrieben.
Oischara liegt an der Fernstraße M29, die entlang dem Kaukasusnordrand in Richtung Aserbaidschan führt. Von dieser zweigt dort eine Lokalstraße in den Nordteil des benachbarten Rajons Kurtschaloi mit den großen Dörfern Batschi-Jurt, Zentoroi (Geburtsort des tschetschenischen Präsidenten Kadyrow) und Alleroi ab. Die Eisenbahnstrecke von Rostow am Don über Gudermes nach Machatschkala und weiter nach Aserbaidschan verläuft etwa 8 km nördlich von Oischara – dort befindet sich die Station Kadi-Jurt.